# جاتيس جاهوفيتشس
جاتيس جاهوفيتشس (باللاتفية: Gatis Jahovičs)‏ مواليد 11 أغسطس 1984 في ريغا، هو لاعب كرة سلة لاتفي. بدأ مسيرته الاحترافية في سنة 2001. يبلغ طوله 6 قدم 7 بوصة (2.0 م). اعتزل اللعب في 2015.

## المسيرة الاحترافية
لعب مع نادي فوتسوافك لكرة السلة من سنة 2004 إلى 2007، ثم لعب مع إيه إس كي ريغا من سنة 2007 إلى 2009، ثم لعب مع في إي إف ريغا من سنة 2009 إلى 2014، ثم لعب مع ليبايا لوفاس في سنة 2015.

## روابط خارجية
- جاتيس جاهوفيتشس على موقع الاتحاد الدولي لكرة السلة (الإنجليزية)
- جاتيس جاهوفيتشس على موقع الدوري الأوروبي لكرة السلة (الإنجليزية)
- جاتيس جاهوفيتشس على موقع كرة السلة الأوروبية.كوم (الإنجليزية)
- جاتيس جاهوفيتشس على موقع ريلجم (الإنجليزية)
- جاتيس جاهوفيتشس على موقع بروبوليرز (الإنجليزية)
- جاتيس جاهوفيتشس على موقع سبورتس رفرنس (الإنجليزية)